# آرین طباطبایی
آرین طباطبایی‌ دانشور ایرانی-آمریکایی امور بین‌الملل و رئیس دفتر دستیار عملیات‌های ویژه وزیر دفاع ایالات متحده آمریکا است. وی دانش‌آموخته کینگز کالج لندن است. طباطبایی همچنین پژوهشگر پیشین اندیشکده «رند»، مدیر برنامه درسی و استاد معین مطالعات امنیتی در دانشگاه جرج‌تاون، عضو شورای روابط خارجی در آمریکا، عضو هیئت مدیره گروه پژوهشی ایران-اروپا و چند پژوهشگاه دیگر است. او پژوهشگر در امور بین‌الملل و عمومی در دانشگاه کلمبیا و مشاور غیرنظامی و بین‌المللی ناتو نیز بوده است. او در سال ۱۳۹۹ به عنوان مشاور ارشد معاونت کنترل تسلیحات و امنیت بین‌الملل وزارت خارجه ایالات متحده آمریکا انتخاب شد.
طباطبایی دانش‌آموخته کارشناسی مطالعات سیاسی از دانشگاه ایالتی نیویورک در استونی بروک، کارشناسی‌ارشد صلح و امنیت بین‌الملل به‌طور ممتازو دکترای مطالعات جنگ از کینگز کالج لندن است، و دوره پسادکترای مطالعات بین‌الملل را در دانشگاه هاروارد گذرانده است. پژوهش‌های وی بیشتر دربارهٔ خاورمیانه، به‌ویژه ایران و جنگ و تروریسم بوده است. وی فرزند سید جواد طباطبایی، استاد سابق دانشگاه تهران است. طباطبایی به زبان‌های فارسی و فرانسوی تسلط دارد.
با انتصاب در وزارت خارجه و وزارت دفاع آمریکا، طباطبایی در فضای مجازی و برخی رسانه‌ها مورد حمله قرار گرفت. نخست در سال ۲۰۲۱ مورد حمله رسانه‌های نزدیک به سعودی و دست راستی قرار گرفت. در مقابل وزارت امور خارجه آمریکا این حملات را محکوم کرد. بار دوم بنا بر گزارش سمافور و ایران اینترنشنالدر سپتامبر ۲۰۲۳، این رسانه‌ها گزارش کردند که طباطبایی بخشی از شبکه نفوذ جمهوری اسلامی در پنتاگون است. مدتی پس از این گزارش، وزارت دفاع اعلام کرد که پس از بررسی‌های امنیتی و دفاعی، مشکلی در مورد طباطبایی وجود نداشته و مجوز امنیتی او برای دسترسی به اسناد محرمانه تمدید شده است.

## دیدگاه‌ها
از نظر امنیت خاورمیانه، طباطبایی تحلیل می‌کند که توافق هسته‌ای و عدم مواجههٔ نظامی با ایران، به نفع همه است. او در مقاله‌ای می‌نویسد که حملهٔ نظامی علاوه‌ بر پیامدهای ویران‌گر اقتصادی و سیاسی در ایران و منطقه، برخلاف آنچه که اسرائیل گمان می‌کند، موجب افزایش قدرت جمهوری اسلامی و حرکت آن به سوی ساخت بمب اتمی خواهد شد؛ بنابراین از نظر طباطبایی یک توافق هسته‌ای موجب جلوگیری از جنگی ویران‌گر می‌شود و گزینه‌ای مناسب است؛ هم برای ایران و هم برای اسرائیل به عنوان دو قدرت بزرگ منطقه‌ای.
او در چند نوشتهٔ خودش نسبت به سازمان مجاهدین خلق به دولت آمریکا هشدار می‌دهد. طباطبایی می‌گوید که صداهای حامی مجاهدین خلق، درس‌های برخی از فاجعه‌بارترین اشتباهات سیاست خارجی ایالات متحده در چند دههٔ گذشته را نادیده می‌گیرند و از واشینگتن می‌خواهند که تاریخ را تکرار کند. او اضافه می‌کند که مجاهدین خلق یک گروه ناقض حقوق بشر و ضد آمریکایی است و مانند یک فرقهٔ مجرم و منفور نزد مردم ایران دیده می‌شود و حمایت آمریکا از آن‌ها موجب بدبینی مردم ایران به آمریکا می‌شود.
طباطبایی در مقاله‌ای در نشریه فارن پالیسی قبل از انتخابات ریاست جمهوری ۲۰۲۰ آمریکا، با این استدلال که اقتصاد ایران شکننده است و مجبور به مذاکره، توافق و امتیاز دادن خواهد شد، خواستار  این شد که کاندیدای برنده ریاست‌جمهوری آمریکا سریع به توافق هسته‌ای برنگردد و  برای امتیازگیری بیشتر فشار وارد کند.

## کار در دولت بایدن
طباطبایی پس از روی کار آمدن دولت رییس جمهور جو بایدن در ژانویه ۲۰۲۱ به تیم مذاکره‌کننده آمریکا در مذاکرات هسته‌ای با ایران پیوست. با انتشار خبر انتصاب طباطبایی به سمتش در وزارت امور خارجه، او در رسانه‌های اجتماعی هدف حملات دست راستی قرار گرفت. اتهامات و نظریاتی در مورد طباطبایی ابتدا از توئیتر پخش شد که او را به سرسپردگی به جمهوری اسلامی ایران متهم می‌کرد. این اتهامات به رسانه‌هایی از جمله واشینگتن فری بیکن و رسانه‌های سعودی راه یافت. تمارا ویتس عضو پیوسته مرکز سیاست خاورمیانه در نهاد بروکینگز گفت: «اتهامات مشخصی در مورد او، خانواده و ارتباطات و انگیزه‌های او مطرح می‌شوند که بی‌پایه و اساس و به‌طور فاحشی ناپسند هستند.» دولت بایدن در برابر این اتهامات از طباطبایی حمایت کرد و او را یکی از کارشناسان پیشتاز در زمینهٔ سیاست هسته‌ای ایران دانست. ند پرایس، سخنگوی وزارت امور خارجه در توییتی در فوریه ۲۰۲۱ با اشاره به کارزار علیه طباطبایی اعلام کرد وزارت امور خارجه آزار آنلاین کارکنان خود را قویاً محکوم می‌کند. سه تن از نمایندگان جمهوری‌خواه کنگره آمریکا در نامه‌ای به دولت، خواستار لغو دسترسی‌های امنیتی طباطبایی شدند که با بی‌توجهی دولت بایدن روبه‌رو شد.
طباطبایی به همراه ریچارد نفیو، پس از چند ماه به این خاطر که فکر می‌کردند آمریکا دارد بیش از حد تحریم‌های ایران را رفع می‌کند و توافق احتمالی به اندازهٔ کافی قوی نخواهد بود، و به دلیل اختلاف با راب مالی، رئیس تیم مذاکره‌کننده آمریکا، این تیم را  ترک کردند. طباطبایی پس از آن از کارشناسان مشغول به کار در وزارت امور خارجه آمریکا و سپس رئیس دفتر دستیار عملیات‌های ویژه وزیر دفاع ایالات متحده آمریکا شد.
بنا بر گزارش مستند سمافور و ایران اینترنشنالدر سپتامبر ۲۰۲۳، طباطبایی از جمله پژوهشگرانی بود که در «ابتکار کارشناسان ایران» وزارت امور خارجه ایران حضور داشتند. گزارش تحلیلی مشترک سمافور و ایران اینترنشنال با بررسی محتوای ایمیل‌های رد و بدل شده میان مقامات و اعضای سیاست خارجی نظام جمهوری اسلامی ایران و لابی‌های مستقر در آمریکا و اروپا، از وجود شبکه نفوذ در مراکز سیاست‌گذاری غرب خبر داد. در این گزارش‌ها با استناد به محتوای ایمیل‌ها ادّعا شده که طباطبایی در سال ۲۰۱۴ با سعید خطیب‌زاده دیپلمات وقت ایران در برلین دیدار کرد و از این ابتکار حمایت کرد. بنا بر مکاتبات درز کردهٔ حکومت ایران، طباطبایی دو بار پیش از شرکت در کنفرانس‌هایی در عربستان سعودی و اسرائیل در سال ۲۰۱۴ از وزارت امور خارجه ایران کسب نظر کرد. او همچنین در خصوص دیدار خود با ترکی الفیصل شاهزاده سعودی و شهادت‌های خود در برابر کنگره ایالات متحده به مسئول وزارت امور خارجه ایران اطلاع داد. خطیب‌زاده در یک ایمیل مقالاتی از طباطبایی به عنوان یکی از اعضای ابتکار کارشناسان ایران را به محمدجواد ظریف، وزیر امور خارجه وقت و یکی از قائم مقام‌های او ارسال کرد که او در آن‌ها از بیشتر دیدگاه‌های تهران در خصوص گفت‌وگوهای هسته‌ای پشتیبانی می‌کرد. ایران اینترنشنال ادّعا کرد که این گزارش «چرایی و چگونگی تصمیم‌سازی در دولت بایدن را به تصویر می‌کشد» و ادّعا کرد انتشار این گزارش به واشینگتن شوک وارد کرده است. وزارتخانه‌های امور خارجه و دفاع آمریکا در واکنش به این گزارش اعلام کردند از طباطبایی حمایت می‌کنند و اعلام کردند او از فرایند غربالگری کامل امنیتی عبور کرده است. متیو میلر سخنگوی وزارت امور خارجه آمریکا بدون تکذیب محتوای این گزارش، گفت که طباطبایی منتقد حکومت ایران بوده است. مایک دی. راجرز و جک برگمن رئیسان جمهوری‌خواه کمیتهٔ نیروهای مسلح و کمیتهٔ اطلاعاتی زیرمجموعه آن در مجلس نمایندگان ایالات متحده در نامه‌ای به وزیر دفاع آمریکا در خصوص اتهام درگیر بودن طباطبایی در همکاری با کارشناسان ایران سؤال کردند. سناتور تد کروز در واکنش خود به این گزارش خواهان پایان دادن دولت آمریکا به «مذاکرات مخفیانه با ایران» شد. پنتاگون در پی انتشار این گزارش اعلام کرد، چگونگی مجوز امنیتی طباطبایی را بررسی می‌کند. یک سخنگوی وزارت دفاع آمریکا در پنجم مهرماه در واکنش به گزارش سمافور گفته بود: «دکتر طباطبایی، به‌عنوان شرط استخدام در وزارت دفاع و به‌طور کامل و دقیق، مورد بررسی قرار گرفته و ما مفتخریم که او مشغول خدمت است.» پس از این نیز وزارت دفاع در نامه‌ای در ۱۸ اکتبر به یکی از سناتورها اعلام کرد که پس از بررسی‌های امنیتی، طباطبایی «واجد شرایط دریافت مجوز امنیتی است» و این مجوز تمدید شده است.
در ۱۸ اکتبر ۲۰۲۴، اسناد فوق‌محرمانهٔ ایالات متحده که مرتبط با آمادگی‌های اسرائیل برای حمله به ایران به تلافی حملهٔ این کشور به اسرائیل بود، فاش شد. اسکای نیوز عربی گزارش داد که یک مقام وزارت دفاع آمریکا آرین طباطبایی را به دست داشتن در این درز اطلاعات متهم کرده است. در ۲۲ اکتبر، سرلشکر پتریک رایدر سخنگوی پنتاگون شایعات در خصوص طباطبایی را رد کرد و افزود، تحقیق در این زمینه ادامه دارد.  در سپتامبر ۲۰۲۴، پنتاگون مقام طباطبایی را به قائم‌مقام دستیار وزیر دفاع برای آموزش و تربیت نیرو در دفتر وزیر دفاع ارتقا داد.  با این حال،  فری‌پرس روز دوشنبه ۲۸ اکتبر ۲۰۲۴، گزارش کرد: «آرین طباطبایی که پیش‌تر رئیس دفتر معاون وزیر دفاع آمریکا بود، سمتی جدید را در این وزرات‌خانه بر عهده گرفته که در آن میزان دسترسی او به اطلاعات و برنامه‌های نظامی محرمانهٔ ایالات متحده آمریکا به‌طور چشمگیری کاهش می‌یابد. به گزارش این رسانه، وزارت دفاع آمریکا «در روزهای اخیر» در اقدامی «بی‌سروصدا»، طباطبایی را به سمت جدید خود انتقال داده است. او که پیش‌تر در «دفتر عملیات ویژه و درگیری‌های کم‌شدّت» پنتاگون مشغول به کار بود، قرار است از این پس معاون دستیار وزیر دفاع در آموزش و تربیت نیروها باشد.» فری‌پرس در ادامهٔ گزارش خود به نقل از چند مقام پیشین وزارت دفاع آمریکا نوشت: «طباطبایی در مسئولیت جدید خود دسترسی بسیار کمتری به اطلاعات و برنامه‌های نظامی مخفی دارد.»